# Амілнітрит
Амілнітри́т C5H11ONO — ізоаміловий естер нітритної кислоти, жовтувата рідина з фруктовим запахом.
Застосовується для вдихання при нападах грудної жаби, при отруєнні синильною кислотою.